# Дэви (лунный кратер)
Кратер Дэви (лат. Davy) — крупный ударный кратер в северо-восточной части Моря Облаков на видимой стороне Луны. Название присвоено в честь английского химика, физика и геолога, одного из основателей электрохимии, Гемфри Дэви (1778—1829) и утверждено Международным астрономическим союзом в 1935 г. Образование кратера относится к позднеимбрийскому периоду.

## Описание кратера

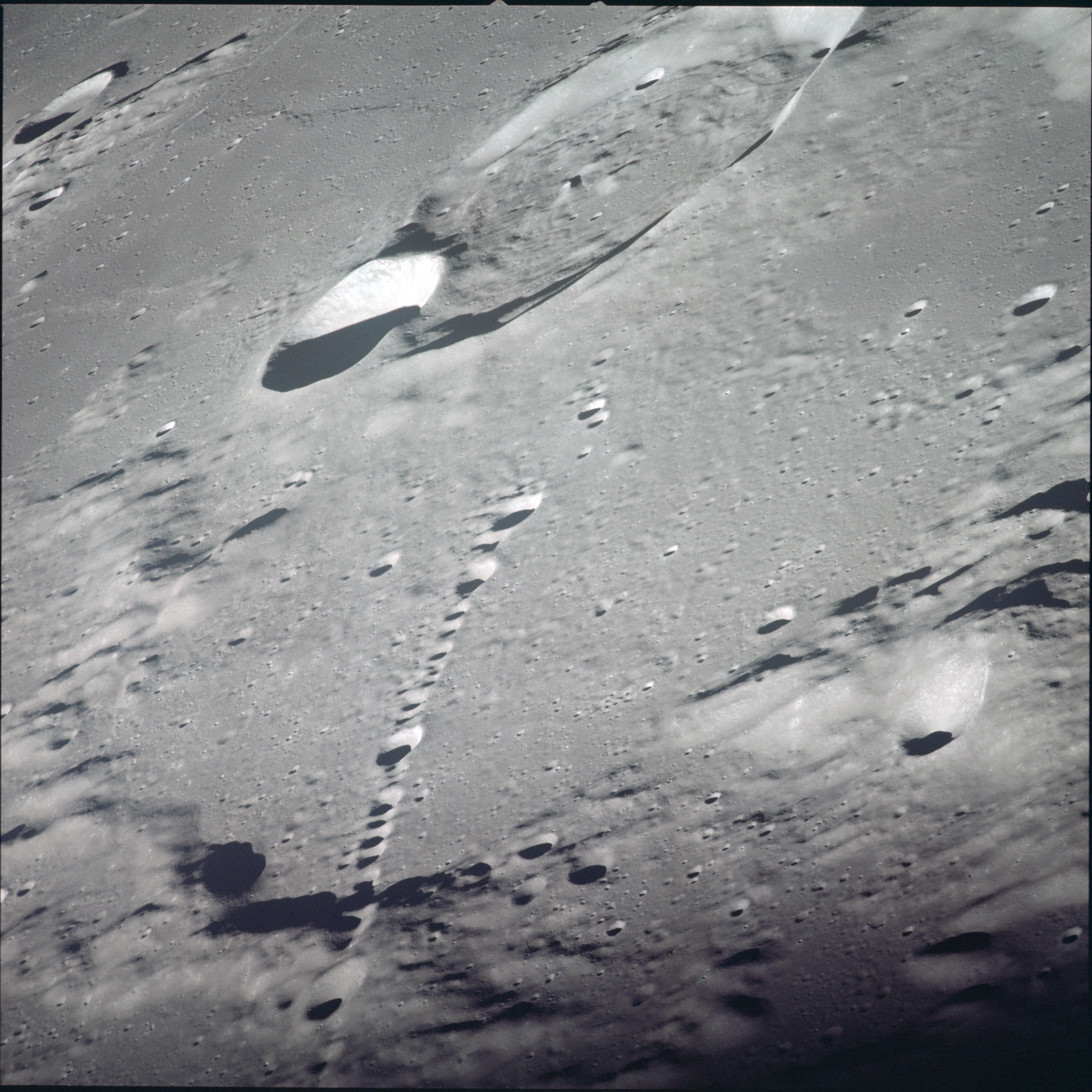
Снимок с борта Аполлона-12. На переднем плане цепочка кратеров Деви.

Ближайшими соседями кратера являются кратер Кундт на западе; кратер Пализа на севере; кратер Птолемей на северо-востоке; кратер Альфонс на востоке-юго-востоке; кратер Аль-Битруджи на юго-востоке и кратер Лассел на юге. На северо-востоке от кратера в направлении кратера Птолемей тянется цепочка кратеров Дэви. Селенографические координаты центра кратера 11°51′ ю. ш. 8°09′ з. д. / 11,85° ю. ш. 8,15° з. д., диаметр 33,9 км, глубина 0,82 км.
Кратер имеет сложную полигональную форму и умеренно разрушен. Кромка вала несколько сглажена, юго-восточная часть вала перекрыта сателлитным кратером Дэви А (см. ниже). Внутренний склон вала сохранил следы террасовидной структуры. Высота вала над окружающей местностью достигает 960 м , объем кратера составляет приблизительно 800 км³. Дно чаши пересеченное, по его периметру находятся цепочки борозд концентричные по отношению к валу. Центральный пик отсутствует, хотя в центре чаши располагаются невысокие возвышения.

## Сателлитные кратеры
| Дэви | Координаты                                          | Диаметр, км |
| ---- | --------------------------------------------------- | ----------- |
| A    | 12°14′ ю. ш. 7°45′ з. д. / 12,23° ю. ш. 7,75° з. д. | 13,2        |
| B    | 10°53′ ю. ш. 8°56′ з. д. / 10,89° ю. ш. 8,94° з. д. | 6,6         |
| C    | 11°13′ ю. ш. 7°00′ з. д. / 11,22° ю. ш. 7° з. д.    | 3           |
| G    | 10°22′ ю. ш. 5°06′ з. д. / 10,37° ю. ш. 5,1° з. д.  | 15,4        |
| K    | 10°11′ ю. ш. 9°29′ з. д. / 10,19° ю. ш. 9,48° з. д. | 3,1         |
| U    | 12°58′ ю. ш. 7°10′ з. д. / 12,96° ю. ш. 7,17° з. д. | 2,8         |
| Y    | 11°03′ ю. ш. 7°15′ з. д. / 11,05° ю. ш. 7,25° з. д. | 69,6        |

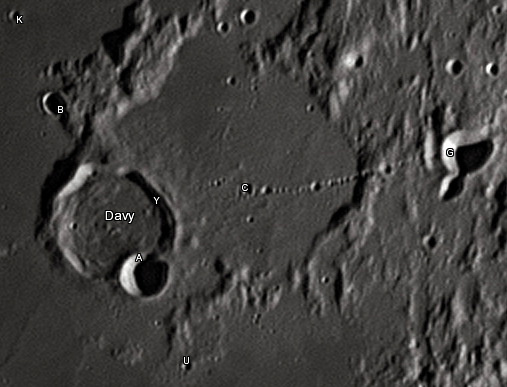
Снимок Девида Кемпбелла.

- Сателлитные кратеры Дэви А и Дэви B включены в список кратеров с яркой системой лучей Ассоциации лунной и планетарной астрономии (ALPO)[5].

- Сателлитные кратеры Дэви А и Дэви G включены в список кратеров с темными радиальными полосами на внутреннем склоне Ассоциации лунной и планетарной астрономии (ALPO)[6].

- В сателлитном кратере Дэви A зарегистрированы термальные аномалии во время лунных затмений. Это явление объясняется небольшим возрастом кратера и отсутствием достаточного слоя реголита, оказывающего термоизолирующее действие.

- Образование сателлитного кратера Дэви Y относится к донектарскому периоду[1].

## Галерея

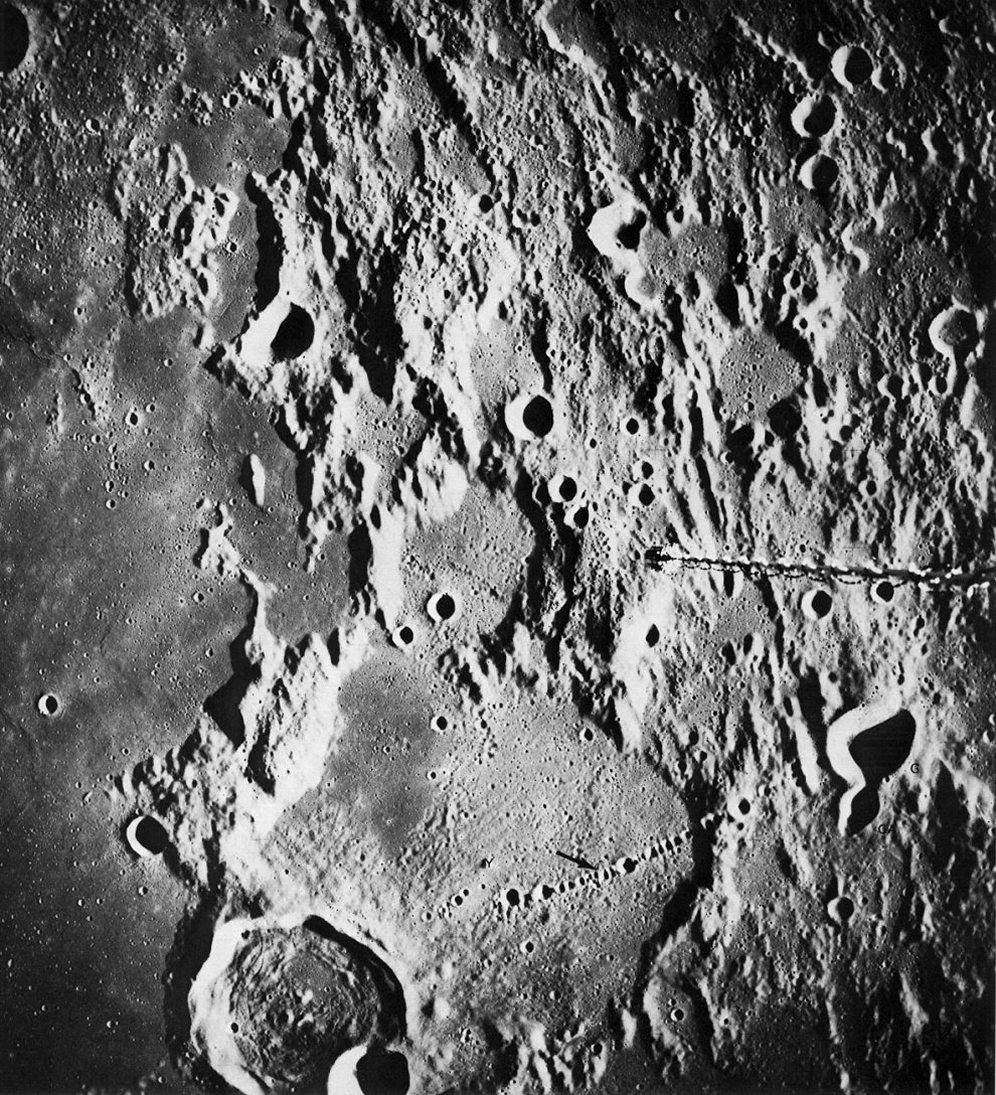
Снимок с борта Аполлона-16. Цепочка кратеров Дэви на снимке отмечена стрелкой.
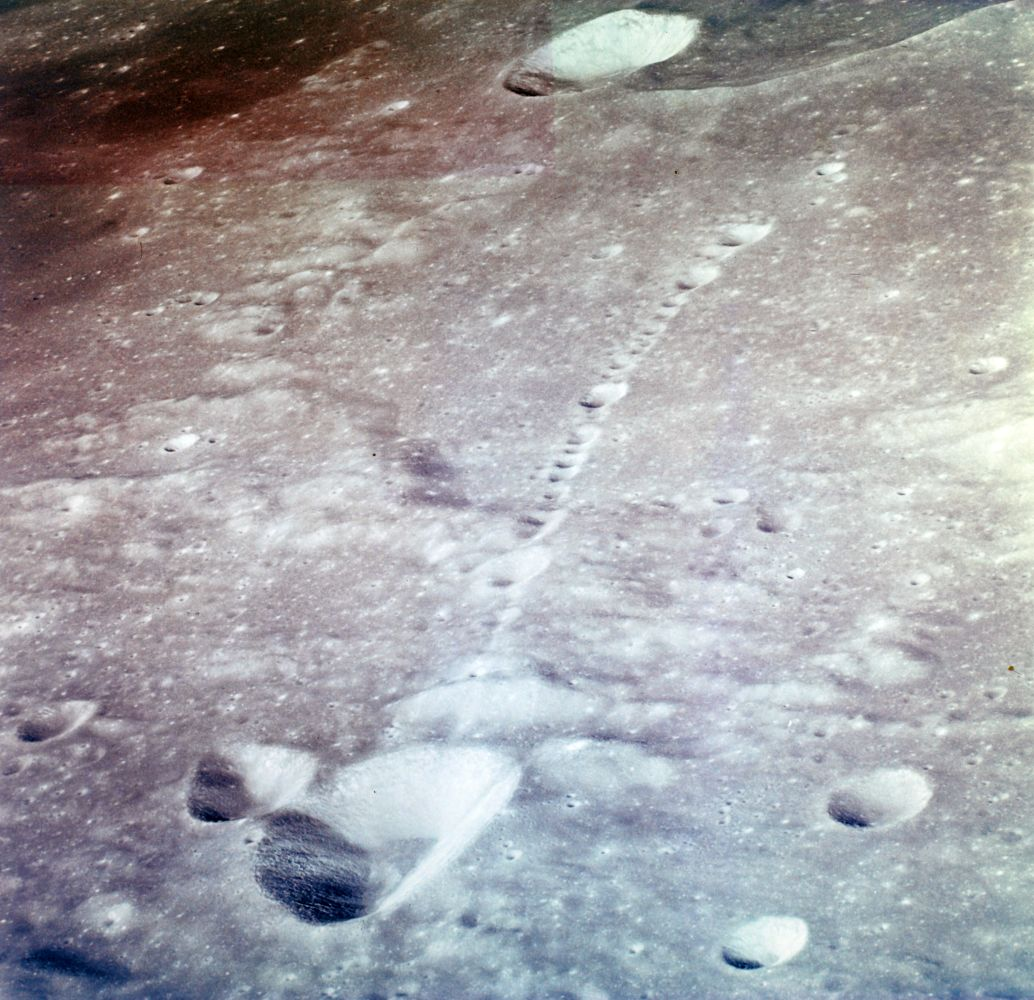
Сателлитные кратеры Дэвид G и Y. Снимок пилота командного модуля Аполлон-14 Стюарта Руса.

## См.также
- Список кратеров на Луне
- Лунный кратер
- Морфологический каталог кратеров Луны
- Планетная номенклатура
- Селенография
- Минералогия Луны
- Геология Луны
- Поздняя тяжёлая бомбардировка